# Елизабет Хейнс
Елизабет Хейнс (на английски: Elizabeth Haynes) е английска писател на произведения в жанра трилър и криминален роман.

## Биография и творчество
Елизабет Хейнс е родена на 25 юли 1971 г. в Сийфорд, Източен Съсекс, Англия. Следва английска и немска филология, и история на изкуството в университета в Лестър. След дипломирането си работи като разузнавателен анализатор в полицейското управление на Кент до 2006 г.
Първоначално пише за собствено удоволствие, а през 2005 г. участва в Националния месец на писане на романи. Взема курс по творческо писане в Колежа „Уест Дийн“ в Уест Дийн, където е насърчена да продължи да пише.  Първият ѝ роман „Флирт с мрака“ е издаден през 2011 г. В историята главната героиня Катрин Бейли е подложена на тормоз от яростната ревност на партньора си Лий и е доведена до лудост. След като изпълнява безупречен план за бягство, а четири години по-късно Лий е в затвора, тя продължава да е преследвана от страх, да не бъде открита, и страхът ѝ е напълно основателен. Трилърът печели наградата на „Амазон“ за новопубликуван автор и е обявена за книга на годината на „Амазон“, става бестселър в списъка на „Ню Йорк Таймс“ и я прави известна.
През 2013 г. е издаден първия ѝ трилър „Под тиха луна“ от поредицата „Инспектор Луиза Смит“. В историята инспекторката и нейния екип разкриват връзката между брутално убийство във ферма край малко селце и самоубийство с паднала кола в местна кариера.
Елизабет Хейнс живее със семейството си в Норфолк.

## Произведения

### Самостоятелни романи
- Into the Darkest Corner (2011)[1][3][5]
Флирт с мрака, изд.: ИК „Бард“, София (2012), прев. Ивайла Божанова
- Revenge of the Tide (2012) – издаден и като Dark Tide
- Human Remains (2013)
- Never Alone (2016)
- The Murder of Harriet Monckton (2018)
- You, Me & The Sea (2021)

### Поредица „Инспектор Луиза Смит“ (DCI Louisa Smith)
- Under a Silent Moon (2013)[1][2][3]
- Behind Closed Doors (2015)
- Promises to Keep (2014) – новела